# 재판

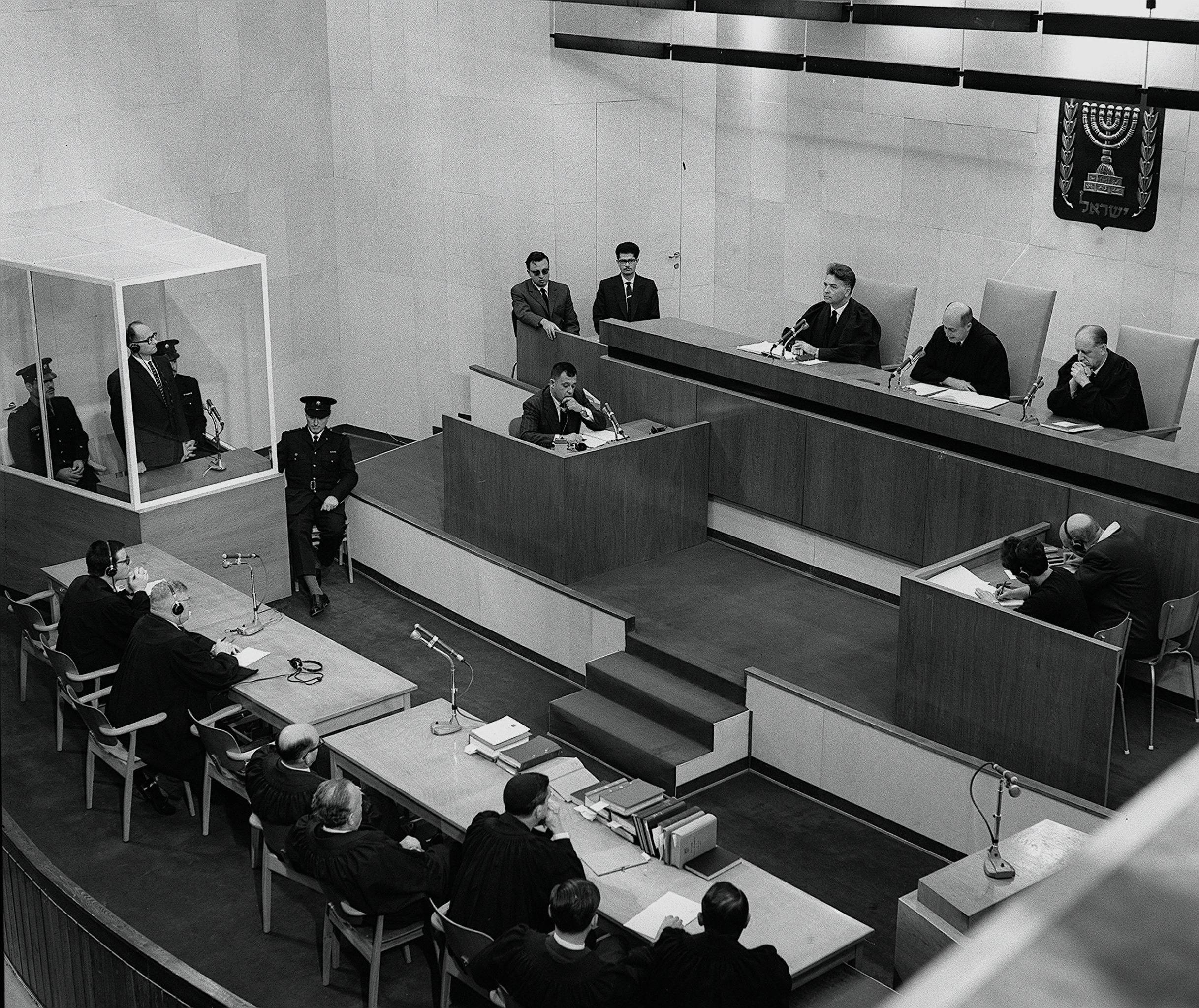

재판(裁判)이란 법관으로 구성된 법원이 대외적으로 법적 판단 내지 의사표시에 관한 사항을 알리는 것을 말한다.

## 구성
재판에서는 보통 피고와 원고 두 측이 공방을 벌이며 판사나 배심원등이 판단을 내리게 된다. 형사소송, 민사소송등이 대표적인 재판이다.

## 나라별 재판

### 대한민국
넓은 뜻에서는 재판기관의 판단이나 의견을 내용으로 하는 것으로서 그 판단이나 의사에 따른 소송법상의 효과가 생기는 것이다. 그러나 보통은 재판이라고 할 때 법원이 소송사건에 대하여 최종적인 결론을 내려 해결을 지시하기 위하여 그 소송에서 분명하게 된 사실에 법률을 적용하여 판단하는 국가권력의 작용을 말한다. 그러한 뜻에서 중요한 것으로 판결이라는 것이 있으며, 또 판결 이외에 결정과 명령이 있는데 이 세 가지의 형식을 총칭해서 재판이라고 부르는 것이다. 결정이나 명령은 소송절차상의 부수적인 재판인 데 반하여 판결은 그 소송사건의 종료를 목표로 하여 행하는 재판인 까닭에 전자와 비교하면 재판으로서의 중요성에 커다란 차이가 있다. 또한 이 판결에서는 소 자체를 부적당하다고 각하하는 소송판결과 분쟁해결을 하겠다는 목적으로 행하는 본안판결의 구별이 있다(더욱 판결에는 중간확인 소에 대한 판결이라든가 소송의 중도에 제기된 소에 대한 판결 등이 있다).
- 민사소송

소(訴)를 제기한 원고와 그 상대방인 피고가 공방을 벌이고, 1심은 지방법원 합의부(소송목적의 값이 1억원을 초과하는 경우) 또는 단독판사(소송목적의 값이 1억원 이하인 경우)가 심판한다.
- 형사소송

피의자에 대하여 검사가 공소(公訴, 대한민국은 형사사건에 관하여 私訴가 허용되지 않는다)를 제기함으로써 개시되고, 이때 공소를 제기당한 피의자는 피고인으로 된다.
1심은 법률의 규정에 따라 지방법원 합의부 또는 단독판사가 심판하는데, 법률이 규정한 일부 범죄들(국민의 형사재판 참여에 관한 법률 제5조 참조)에 관하여는 피고인이 원하는 경우 국민참여재판으로 진행되고, 이 경우 판결에 앞서 배심원의 평결이 이루어지는데, 재판부가 배심원의 평결결과와 다른 판결을 선고하는 경우에는 피고인에게 그 이유를 설명하여야 하고, 판결서에도 그 이유를 기재하여야 한다.

## 재판의 공개
소송의 심리 및 재판을 일반인이 방청할 수 있는 것을 말한다. 재판의 공개주의는 비밀주의에 상대되는 개념으로서 소송의 심리와 판결을 공개함으로써 여론의 감시하에 재판의 공정성을 확보하고, 소송당사자의 인권을 보장하며, 나아가 재판에 대한 국민의 신뢰를 확보하려는 데에 그 제도적 의의가 있다. 헌법은 제27조 제3항에서 형사 피고인에 대하여 공개재판을 받을 권리를 보장하고 있으면서도, 제109조에서 재판의 공개주의를 다시 규정하고 있다. 헌법 제109조 본문은 '재판의 심리와 판결은 공개한다'라고 하여 재판공개의 원칙을 규정하고 있다. 여기서 심리라 함은 법관 앞에서 원고와 피고가 신문을 받으며, 증거를 제시하고 변론을 전개하는 것을 말한다. 민사소송에 있어서의 구두변론과 헝사소송에 있어서의 공판절차가 이에 해당한다. 판결이라 함은 심리의 결과에 따라 사건의 실체에 대하여 내리는 법관(법원)의 판단을 말한다. 그리고 공개한다라 함은 사건과 직접 관계가 없는 일반인에게도 방청을 허용하는 일반공개를 말한다. 재판에 관한 보도의 자유도 공개의 내용에 포함된다. 재판은 공개를 원칙으로 하지만, 심리는 국가의 안전보장 또는 안녕질서를 방해하거나 선량한 풍속을 해할 염려가 있을 때에는 법원의 결정으로 공개하지 아니할 수 있다(헌법 제109조 단서). 공개의 정지(또는 비공개)는 오로지 심리에 관해서만 가능하고, 판결만은 언제나 공개하여야 한다. 헌법과 법률의 규정에 위반하여 재판의 공개를 정지한 경우에는 헌법위반으로서 절대적 상고이유가 된다.

## 기타
법적인 의미외에도 잘못을 따지는 일을 재판이라고 부른다.

## 같이 보기
- 공개심리주의
- 재판의 오심